# Rodolf I d'Alemanya
Rodolf I d'Alemanya, conegut com a Rodolf d'Habsburg, (Limburg, 1 de maig de 1218 - Espira, 15 de juliol de 1291) va ser rei d'Alemanya (Rei dels Romans) de 1273 fins a la seva mort, i duc d'Àustria, Caríntia, Estíria i marcgravi de Carniola de 1276 al 1282. Va ser el primer Habsburg a ocupar el tron germànic, i a unificar els ducats d'Àustria i Estíria que continuarien sota el domini de la dinastia durant més de 600 anys i constituirien la base de l'actual estat austríac.

## Biografia

### Vassall dels Hohenstaufen
Rodolf va néixer al castell de Limburg el 1218, fill del comte d'Habsburg Albert IV i de Hedwig, la filla del comte de Kyburg Ulrich. A la mort del seu pare el 1239, va heretar els dominis familiars a Alsàcia i Argòvia. El 1245 es casà amb Gertrudis, la filla del comte de Hohenberg Burkhard III. D'aquesta manera, Rodolf els convertia en un dels vassalls més importants del ducat arrel de Suàbia, el feu principal i la base del poder dels emperadors Hohenstaufen.
El padrí de bateig de Rudolf havia estat l'emperador Frederic II. Va mantenir-se fidel a Frederic i al seu fill Conrad IV d'Alemanya durant el conflicte que els enfrontà al papat pel control de Sicília i el nord d'Itàlia, fet que va suposar que fos excomunicat pel papa Innocenci IV per donar suport a Conrad. La fidelitat de Rodolf va ser recompensada amb generoses donacions de terra.

### Ascens al tron

Armes de Rodolf, combinant l'àguila imperial i el lleó dels Habsburg.

El caos que hi hagué a Alemanya després de la caiguda dels Hohenstauen va permetre a Rodolf d'incrementar encara més les seves possessions. El Ducat de Suàbia s'havia desintegrat i els seus vassalls podien actuar de forma independent. A la mort de l'oncle de la seva esposa el 1264 va incorporar les terres de Kyburg, i les seves disputes amb els bisbes d'Estrasburg i Basilea van augmentar la seva riquesa i reputació. Rodolf es va acabar convertint en el príncep més poderós del sud-oest d'Alemanya.
Després de la mort de Ricard de Cornualla, un dels reis rivals que mai va tenir cap autoritat real a Alemanys, els prínceps es van reunir a Frankfurt per elegir un successor. El 23 de setembre de 1273 Rodolf, amb 55 anys, fou escollit Rei dels Romans en gran part gràcies al suport del seu cunyat Frederic III de Hohenzollern i del seu gendre Albert II de Saxònia. Rodolf va ser coronat a la catedral d'Aquisgrà aquell 24 d'octubre. Per guanyar-se el suport papal, Rodolf va renunciar a tots els drets imperials a Roma i va prometre emprendre una nova croada. A canvi, el papa Gregori X va reconèixer a Rodolf com a rei i va convèncer a Alfons X de Castella, l'altre gran pretendent al tron alemany com a net de Felip de Suàbia, que renunciés en la seva candidatura en 1275.

### Regnat

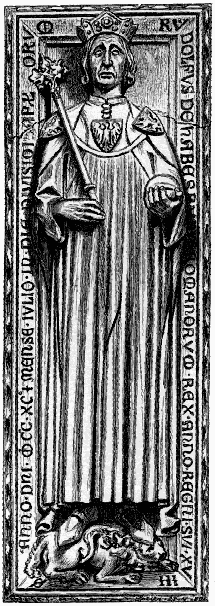
Cenotafi de Rodolf I

Un altre dels candidats al tron d'Alemanya havia estat el rei Ottokar II de Bohèmia. Rodolf convocà una dieta a Núremberg el novembre de 1274 en què es decidí que totes les terres que la corona havia posseït des de la mort de l'emperador Frederic II havien de tornar a mans reials. En conseqüència, les províncies d'Àustria, Estíria, Caríntia i Carniola que Ottokar havia rebut a través de la seva primera esposa passaven a ser propietat de Rodolf.
Ottokar va rebutjar la decisió de la dieta, i va ser declarat proscrit. El juny del 1276 Rodolf li declarà la guerra, però s'acabà arribant a un acord pel qual Ottokar cedia les quatre províncies a Rodolf a canvi de retenir Bohèmia, i l'hereu d'Ottokar es casava amb una de les filles de Rodolf. Però les dues parts van tenir desacords arran de l'execució de les condicions del tractat de pau que van portar un altre cop a la guerra. El 26 d'agost del 1278 els dos exèrcits es van trobar a les ribes del riu Morava i el rei Ottokar morí en la batalla.
A Llombardia, encara prosseguia l'estat de guerra a causa de la disputa entre els Torriani i els Visconti, que va polaritzar els nombrosos senyors de les ciutats, que van prendre partit de forma canviant per un i altre bàndol. El 1273 Rodolf d'Habsburg havia designat vicari imperial a Napoleó Torriani de Milà, però l'arquebisbe Otó Visconti va obtenir el govern de Milà després de vèncer al seu rival el vicari a la batalla de Desio en 1277. La derrota dels Torriani a Vaprio el 25 de maig de 1281 enfront dels Visconti va mantenir l'hegemonia dels gibel·lins, que van reconèixer la sobirania de Rodolf d'Habsburg.
El desembre del 1282 va investir als seus fills Albert i Rodolf els ducats d'Àustria i Estíria, el que seria l'embrió de la Casa d'Habsburg. El 1286 va donar el ducat de Caríntia al sogre del seu fill Albert, el comte Meinard II de Gorízia-Tirol.
Rodolf va morir a Espira el 15 de juliol del 1291, i hi va ser enterrat a la catedral.

## Llegat
El fet més destacat del regne de Rodolf és l'establiment de la Casa d'Habsburg com una dinastia poderosa al sud del Regne d'Alemanya, i que es convertiria en una de les cases dominants d'Europa durant els segles vinents.
A la resta d'Alemanya, Rodolf no va ser capaç d'exercir-hi domini efectiu. Va emetre ordres per restablir la pau interna a Baviera, Francònia i Suàbia, però li va mancar autoritat, recursos o determinació per fer-les efectives. En general, els prínceps del nord van governar de forma autònoma.
A la seva Divina Comèdia, Dant el fa aparèixer seient a les portes del Purgatori, on es troben els governants que van dependre massa de la glòria mundana. Allà, Rodolf és criticat pels seus contemporanis per haver "negligit en el que hauria hagut de fer".

## Família

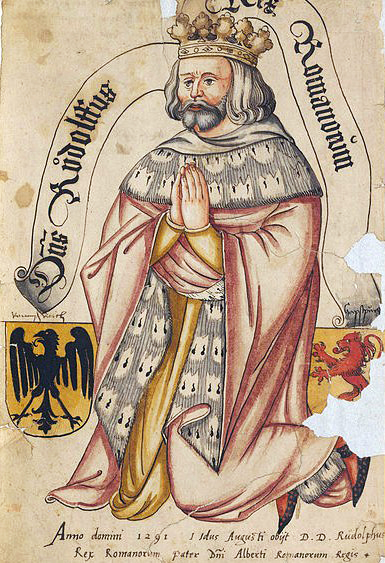
Miniatura de Rodolf, amb les armes de l'Imperi i dels Habsburg. (s. XVI)

### Avantpassats
|  |                                  |  |  |  |  |  |  |  |  |  |  |  |  |  |  |  |
|  | 16. Comte Werner II d'Habsburg   |  |  |  |  |  |  |  |  |  |  |  |  |  |  |  |
|  |                                  |  |  |  |  |  |  |  |  |  |  |  |  |  |  |  |
|  |                                  |  |  |  |  |  |  |  |  |  |  |  |  |  |  |  |
|  | 8. Comte Albert III d'Habsburg.  |  |  |  |  |  |  |  |  |  |  |  |  |  |  |  |
|  |                                  |  |  |  |  |  |  |  |  |  |  |  |  |  |  |  |
|  |                                  |  |  |  |  |  |  |  |  |  |  |  |  |  |  |  |
|  | 4. Comte Rodolf II d'Habsburg    |  |  |  |  |  |  |  |  |  |  |  |  |  |  |  |
|  |                                  |  |  |  |  |  |  |  |  |  |  |  |  |  |  |  |
|  |                                  |  |  |  |  |  |  |  |  |  |  |  |  |  |  |  |
|  | 18. Comte Rodolf de Pfullendorf  |  |  |  |  |  |  |  |  |  |  |  |  |  |  |  |
|  |                                  |  |  |  |  |  |  |  |  |  |  |  |  |  |  |  |
|  |                                  |  |  |  |  |  |  |  |  |  |  |  |  |  |  |  |
|  | 9. Ida de Pfullendorf            |  |  |  |  |  |  |  |  |  |  |  |  |  |  |  |
|  |                                  |  |  |  |  |  |  |  |  |  |  |  |  |  |  |  |
|  |                                  |  |  |  |  |  |  |  |  |  |  |  |  |  |  |  |
|  | 2. Comte Albert IV d'Habsburg    |  |  |  |  |  |  |  |  |  |  |  |  |  |  |  |
|  |                                  |  |  |  |  |  |  |  |  |  |  |  |  |  |  |  |
|  |                                  |  |  |  |  |  |  |  |  |  |  |  |  |  |  |  |
|  | 5. Agnes de Staufen              |  |  |  |  |  |  |  |  |  |  |  |  |  |  |  |
|  |                                  |  |  |  |  |  |  |  |  |  |  |  |  |  |  |  |
|  |                                  |  |  |  |  |  |  |  |  |  |  |  |  |  |  |  |
|  | 1. Rei Rodolf I d'Alemanya       |  |  |  |  |  |  |  |  |  |  |  |  |  |  |  |
|  |                                  |  |  |  |  |  |  |  |  |  |  |  |  |  |  |  |
|  |                                  |  |  |  |  |  |  |  |  |  |  |  |  |  |  |  |
|  | 12. Comte Hartmann III de Kyburg |  |  |  |  |  |  |  |  |  |  |  |  |  |  |  |
|  |                                  |  |  |  |  |  |  |  |  |  |  |  |  |  |  |  |
|  |                                  |  |  |  |  |  |  |  |  |  |  |  |  |  |  |  |
|  | 6. Comte Ulrich de Kyburg        |  |  |  |  |  |  |  |  |  |  |  |  |  |  |  |
|  |                                  |  |  |  |  |  |  |  |  |  |  |  |  |  |  |  |
|  |                                  |  |  |  |  |  |  |  |  |  |  |  |  |  |  |  |
|  | 13. Richinza de Lenzburg         |  |  |  |  |  |  |  |  |  |  |  |  |  |  |  |
|  |                                  |  |  |  |  |  |  |  |  |  |  |  |  |  |  |  |
|  |                                  |  |  |  |  |  |  |  |  |  |  |  |  |  |  |  |
|  | 3. Hedwig de Kyburg              |  |  |  |  |  |  |  |  |  |  |  |  |  |  |  |
|  |                                  |  |  |  |  |  |  |  |  |  |  |  |  |  |  |  |
|  |                                  |  |  |  |  |  |  |  |  |  |  |  |  |  |  |  |
|  | 7. Anna de Zähringen             |  |  |  |  |  |  |  |  |  |  |  |  |  |  |  |
|  |                                  |  |  |  |  |  |  |  |  |  |  |  |  |  |  |  |
|  |                                  |  |  |  |  |  |  |  |  |  |  |  |  |  |  |  |

### Núpcies i descendents
Rodolf es va casar el 1245 amb Gertrudis de Hohenberg (v. 1225-1281), filla del comte de Hohenberg Burchard V. Tingueren nou fills:
1. Albert (1255-1308), esdevindria duc d'Àustria i Estíria.
2. Matilde (v. 1252-1304), es casaria amb el duc Lluís II de Baviera i seria mare del comte palatí Rodolf I i l'emperador Lluís IV.
3. Caterina (1256-1282), es casaria amb el duc Otó III de Baviera, i no tingueren fills.
4. Agnès (v. 1257-1322), es casaria amb el duc Albert II de Saxònia-Wittenberg i seria mare de l'elector de saxònia Rodolf I.
5. Hedwig (?-v-1285), es casaria amb el marcgravi Otó Vi de Brandenburg, i no tingueren fills.
6. Clemència (v. 1262-v. 1293), es casaria amb el pretendent al tron hongarès Carles Martell d'Anjou, i seria la mare del rei Carles I d'Hongria i de la reina consort de França Clemència d'Hongria.
7. Hartmann (1263-1281), morí ofegat a Rheinau.
8. Rodolf (1270-1290), duc d'Àustria i Estíria per un breu període conjuntament amb el seu germà, i duc titular de Suàbia.
9. Guta (1271-1297), es casaria amb el rei Venceslau II de Bohèmia i seria la mare del rei Venceslau III de Bohèmia i Polònia.

El 1281 va morir Gertrudis, i el 1284 Rodolf es va tornar a casar amb Isabel de Borgonya, filla el duc Hug IV de Borgonya.